# عبادة تقلا
عبادة تقلا هو ممثل ومخرج وناقد سينمائي وكاتب قصص سوري، من مواليد دمشق عام 1974م، مقيم بموسكو.

## حياته
ولد عبادة تقلا بدمشق سنة 1974م، وتخرج من كلية الحقوق في جامعة دمشق، ودرس الإخراج السينمائي والتلفزيوني في روسيا، بمدينة سانت بطرسبورغ. عمل في النقد السينمائي في سوريا، وكتب في الدوريات العربية منذ عشرة أعوام، شارك في عدد من الأعمال، منها: مسلسل «النصية» عام 1998م، ومسلسل «ياقوت» عام 1998م، وفيلم «نسيم الروح» عام 1978م، وغيرها من الأعمال. له مجموعة من المؤلفات، منها: «طفلة العرائس» عام 2016م، «الغيمة التي أصبحت ثلجاً»، «سوس» عام 2015م، «قطنا الهارب» عام 2014م، «أنا» عام 2014م، «مسابقة الأمهات» عام 2013م. حالياً يقوم بتصوير أفلام وثائقية عن بعض أفراد الجالية السورية في روسيا.

## مؤلفاته
ألف عبادة تقلا العديد من الكتب والقصص، من بينها:
| عنوان الكتاب                          | عدد الصفحات | تاريخ الإصدار   | دار النشر                                            | لغة الكتاب | الترقيم الدولي |
| ------------------------------------- | ----------- | --------------- | ---------------------------------------------------- | ---------- | -------------- |
| مارد المصباح البخيل - المرحلة الخامسة | 16 صفحة     | 01 يناير 2014م  | أصالة للطباعة والنشر والتوزيع السلسلة: أصعد مع أصالة | العربية    | 9786144420232  |
| أخي                                   | 16 صفحة     | 01 يناير 2014م  | دار ربيع السلسلة: أنا وأسرتي                         | العربية    | 9789933162627  |
| أبي                                   | 16 صفحة     | 01 يناير 2016م  | دار ربيع السلسلة: أنا وأسرتي                         | العربية    | 9789933162603  |
| جدي                                   | 16 صفحة     | 01 يناير 2014م  | دار ربيع السلسلة: أنا وأسرتي                         | العربية    | 9789933162641  |
| أنا                                   | 16 صفحة     | 01 يناير 2014م  | دار ربيع السلسلة: أنا وأسرتي                         | العربية    | 9789933162597  |
| جدتي                                  | 16 صفحة     | 01 يناير 2015م  | دار ربيع السلسلة: أنا وأسرتي                         | العربية    | 9789933162474  |
| أمي                                   | 16 صفحة     | 01 يناير 2014م  | دار ربيع السلسلة: أنا وأسرتي                         | العربية    | 9789933162610  |
| أختي                                  | 16 صفحة     | 01 يناير 2014م  | دار ربيع السلسلة: أنا وأسرتي                         | العربية    | 9789933162634  |
| وطني، وردتي                           | 16 صفحة     | 12 نوفمبر 2016م | دار ربيع السلسلة: حكاياتنا                           | العربية    | 9789933164089  |
| رشا وشجرة الياسمين                    | 24 صفحة     | 01 يناير 2012م  | دار ربيع                                             | العربية    | 9789933161187  |
| عينا لعبتي                            | 16 صفحة     | 01 يناير 2015م  | كلمات للنشر والتوزيع                                 | العربية    | 9789948181385  |
| سوسو                                  | 20 صفحة     | 01 يناير 2015م  | كلمات للنشر والتوزيع                                 | العربية    | 9789948181422  |
| بحر الألعاب                           | 13 صفحة     | 20 ديسمبر 2016م | دار الهدهد للنشر والتوزيع                            | العربية    | 9789948138846  |
| مدينة المثلجات والكريمة               | 16 صفحة     | 01 يناير 2012م  | دار ربيع                                             | العربية    | 9789933161200  |
| ماذا سأرسم بالأحمر؟                   | 10 صفحات    | 01 يناير 2012م  | دار ربيع                                             | العربية    | 9789933161446  |
| لعبة المربعات                         | 16 صفحة     | 01 يناير 2015م  | دار سيبار                                            | العربية    |                |
| قطة، سمكة أم أرنب بري؟                | 16 صفحة     | 01 يناير 2012م  | دار ربيع                                             | العربية    | 9789933161217  |
| بيت الجدين                            | 15 صفحة     | 31 ديسمبر 2010م | أصالة للطباعة والنشر والتوزيع                        | العربية    |                |
| حنين                                  | 40 صفحة     | 01 يناير 2016م  | كلمات للنشر والتوزيع                                 | العربية    | 9789948136415  |
| قطنا الهارب                           | 16 صفحة     | 19 يونيو 2014م  | أصالة للطباعة والنشر والتوزيع                        | العربية    | 9786144029039  |
| قطط ملونة                             | 16 صفحة     | 11 ديسمبر 2010م | أصالة للطباعة والنشر والتوزيع                        | العربية    | 9786144023464  |
| لبنى والشمس - المرحلة الرابعة         | 16 صفحة     | 01 يناير 2015م  | أصالة للطباعة والنشر والتوزيع السلسلة: اصعد مع أصالة | العربية    | 9786144026618  |
| حكاية دمية                            | 23 صفحة     | 01 يناير 2019م  | دار البنان                                           | العربية    | 978614455044   |
| حكاية ورقة                            | 24 صفحة     | 16 يونيو 2020م  | دار الساقي للطباعة والنشر                            | العربية    | 9786140321038  |
| Sea of toys                           | 13 صفحة     | 21 ديسمبر 2016م | دار الهدهد للنشر والتوزيع                            | الإنجليزية | 9789948138853  |
| أريج                                  | 38 صفحة     | 22 أكتوبر 2018م | كلمات للنشر والتوزيع                                 | العربية    | 9789948246572  |
| وجدت ثياباً                            | 24 صفحة     | 25 يوليو 2018م  | دار الساقي للطباعة والنشر                            | العربية    | 9786140320239  |
| مذياع الحكايات                        | 36 صفحة     | 22 مارس 2018م   | كلمات للنشر والتوزيع                                 | العربية    | 9789948101369  |
| عادت الحكايات                         | 17 صفحة     | 01 يناير 2012م  | دار ربيع                                             | العربية    | 9789933161194  |
| طفلة العرائس                          | 27 صفحة     | 01 يناير 2016م  | دار البنان                                           | العربية    | 9789953598567  |
| وحيدة مثلي                            | 28 صفحة     | 01 يناير 2017م  | كلمات للنشر والتوزيع                                 | العربية    | 9789948136392  |
| لعبة الخيال - المرحلة الرابعة         | 16 صفحة     | 01 يناير 2014م  | أصالة للطباعة والنشر والتوزيع السلسلة: أصعد          | العربية    | 9786144420225  |
| أنا طالب مميز!!                       | 16 صفحة     | 01 يناير 2013م  | أصالة للطباعة والنشر والتوزيع                        | العربية    | 9786144026465  |
| يارا ورقعة الشطرنج                    | 64 صفحة     | 01 يناير 2018م  | الآن ناشرون وموزعون                                  | العربية    | 9789957698645  |
| سالي - المرحلة الثالثة                | 16 صفحة     | 01 يناير 2014م  | أصالة للطباعة والنشر والتوزيع السلسلة: اصعد مع أصالة | العربية    | 9786144026489  |
| حلم علاء - المرحلة الرابعة            | 16 صفحة     | 01 يناير 2014م  | أصالة للطباعة والنشر والتوزيع السلسلة: أصعد          | العربية    | 9786144025154  |
| لن تأكلني القطة - المرحلة الرابعة     | 16 صفحة     | 01 يناير 2015م  | أصالة للطباعة والنشر والتوزيع السلسلة: أصعد          | العربية    | 9786144029572  |

## الجوائز
حاز عبادة تقلا على عدة جوائز في مجال أدب الطفل، منها: جائزة وزارة الثقافة في سوريا، وجائزة دار الحدائق اللبنانية أرجوحة الخيال، وجائزة كتابي لعام 2017م، عن كتابه «طفلة العرائس» من قبل مؤسّسة «الفكر العربي». وفي مجال أدب الكبار حصل على المركز الثاني في مسابقة صلاح هلال للقصة القصيرة في مصر.